# Мауриций Піус Рудзький
Мауриций Піус Рудзький (1862—1916) — польський геофізик і астроном, директор астрономічної обсерваторії Ягеллонського університету.

## Біографія
Розпочав навчання у Львівському університеті, у 1883—1886 роках навчався на філософському факультеті Віденського університету (тут у 1886 році здобув ступінь доктора), а потім в Одесі. З 1896 року Рудзкі був професором кафедри геофізики і метеорології Ягеллонського університету, з 1902 року — директором астрономічної обсерваторії Ягеллонського університету.
Автор близько 150 робіт з геофізики (з форми Землі, метеорології, поширення сейсмічних хвиль і астрофізики).
Похований на Раковицькому цвинтарі в Кракові.

## Ордени та нагороди
- Командорський хрест Ордена Відродження Польщі (посмертно, 11 листопада 1936)[4]

## Найважливіші праці
- Теоретична астрономія (1914)
- Фізика Землі (1909); перекладено німецькою мовою
- Принципи метеорології (1917)